# Isone
Isone (antiguamente en alemán Son) es una comuna suiza del cantón del Tesino, localizada en el distrito de Bellinzona, círculo de Giubiasco. Limita al norte con las comunas de Cadenazzo, Sant'Antonino, Camorino y Pianezzo, al este con la Comunanza Monteceneri/Cadenazzo, al sur con Capriasca y Ponte Capriasca, y al occidente con Monteceneri.

## Proyecto de fusión
El 25 de noviembre de 2007 fue parcialmente aprobada la fusión de las comunas de Bironico, Camignolo, Mezzovico-Vira, Rivera, Sigirino, Medeglia e Isone en la nueva comuna de Monteceneri.
Isone y Mezzovico-Vira rechazaron la fusión, además el Consejo de Estado del Tesino no quiso proponer una fusión obligatoria. El 2 de diciembre de 2008 el Parlamento cantonal decidió crear la nueva comuna de las cinco comunas que aprobaron la fusión.
Isone rechazó netamente la votación consultativa del 25 de noviembre de 2007 en la que se preguntaba a los votantes si estaban de acuerdo con la fusión de las siete comunas en una sola denominada Monteceneri. En Isone de un total de 274 votos (87,54% de participación) y la mayor participación de todas las comunas implicadas, 75 fueron a favor (27,47%), mientras que 198 fueron desfavorables (72,53%).